# Bowdens
 (mai 2025).
Bowdens est une census-designated place située dans le comté de Duplin, dans l’État de Caroline du Nord, aux États-Unis. Lors du recensement de 2020, elle comptait 196 habitants.